# Sulculeolaria turgida
Sulculeolaria turgida is een hydroïdpoliep uit de familie Diphyidae. De poliep komt uit het geslacht Sulculeolaria. Sulculeolaria turgida werd in 1833 voor het eerst wetenschappelijk beschreven door Gegenbaur. 